# Boffles
Boffles település Franciaországban, Pas-de-Calais megyében. Lakosainak száma 47 fő (2022. január 1.). Boffles Vacquerie-le-Boucq, Nœux-lès-Auxi, Rougefay, Buire-au-Bois és Fortel-en-Artois községekkel határos.

## Népesség
A település népességének változása:
| Lakosok száma | 116  | 120  | 114  | 77   | 73   | 63   | 45   | 48   | 50   | 47   |
|               | 1793 | 1836 | 1866 | 1891 | 1926 | 1962 | 2006 | 2011 | 2017 | 2022 |